# Felix Löwenstein (Sportfunktionär)
Felix Löwenstein (geboren am 21. August 1884 in Eisleben bei Halle an der Saale; gestorben am 30. April 1945 im KZ-Auffanglager Sandbostel) war ein deutscher Unternehmer, Sportfunktionär, Förderer des Vereins VfL Osnabrück und Opfer der Judenverfolgung.

## Leben

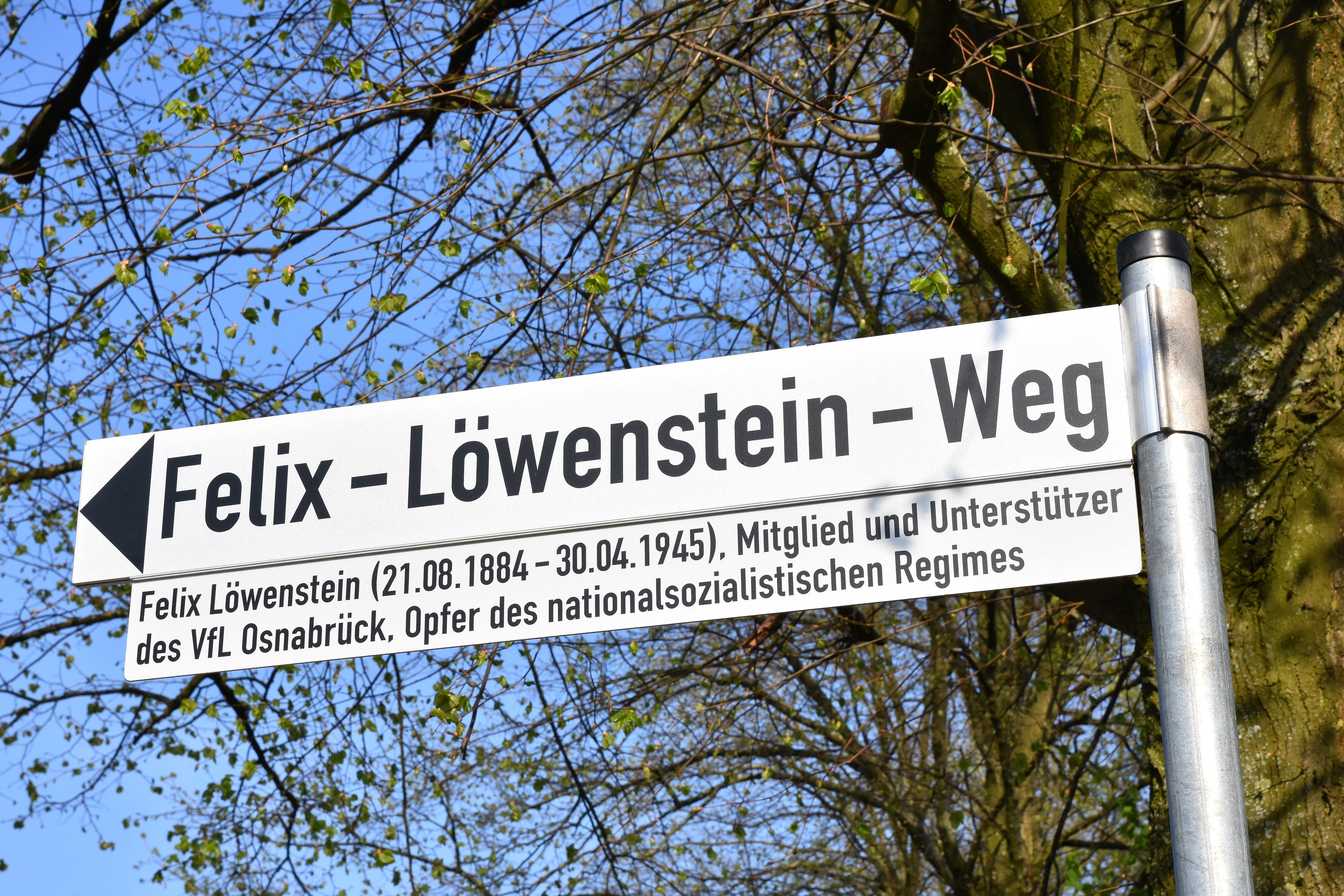
Straßenschild mit Legendentafel zum Felix-Löwenstein-Weg an der Bremer Brücke in Osnabrück

Felix Löwenstein, der im Ersten Weltkrieg aufgrund seiner Tapferkeit mit dem Eisernen Kreuz ausgezeichnet worden war, hatte sich in Osnabrück eine Existenz als selbständiger Engros-Schlachtermeister und Viehhändler aufgebaut. In den 1920er Jahren wurde er Mitglied des demokratisch gesinnten Osnabrücker Vereins Spiel und Sport. Kurze Zeit später zählte er gemeinsam mit dem Sportpädagogen Ernst Sievers zu den Pionieren des aus dem nach der Vereinigung mit den Ballspielen von 1899 im Jahr 1924 gebildeten Sportclubs VfL Osnabrück.
Der aus jüdischer Familie stammende Löwenstein war Mitglied der Osnabrücker Synagogengemeinde. Seine Ehefrau Annie, Mitglied der pazifistisch gesinnten Deutschen Friedensgesellschaft, war evangelisch-lutherische Christin; der gemeinsame Sohn Max wurde evangelisch-lutherisch getauft.
Löwenstein hatte es zu einigem Vermögen gebracht und diente dem VfL von Beginn an sowohl als großzügiger Spender wie auch in aktiven Funktionen, insbesondere als Obmann im Spielausschuss. Neben der Organisation des alltäglichen Spiel- und Trainingsbetriebs sprach er sich mit den Trainern ab und wirkte als Vertrauensperson der Spieler. Dem Verein kamen vor allem die großzügigen finanziellen und sachlichen Zuwendungen Löwensteins zugute, der in seinem umfangreichen Freundes- und Bekanntenkreis auch zahlreiche Einzelpersonen mit Geschenken und Zuwendungen bedachte oder ihnen günstige Kredite gewährte.

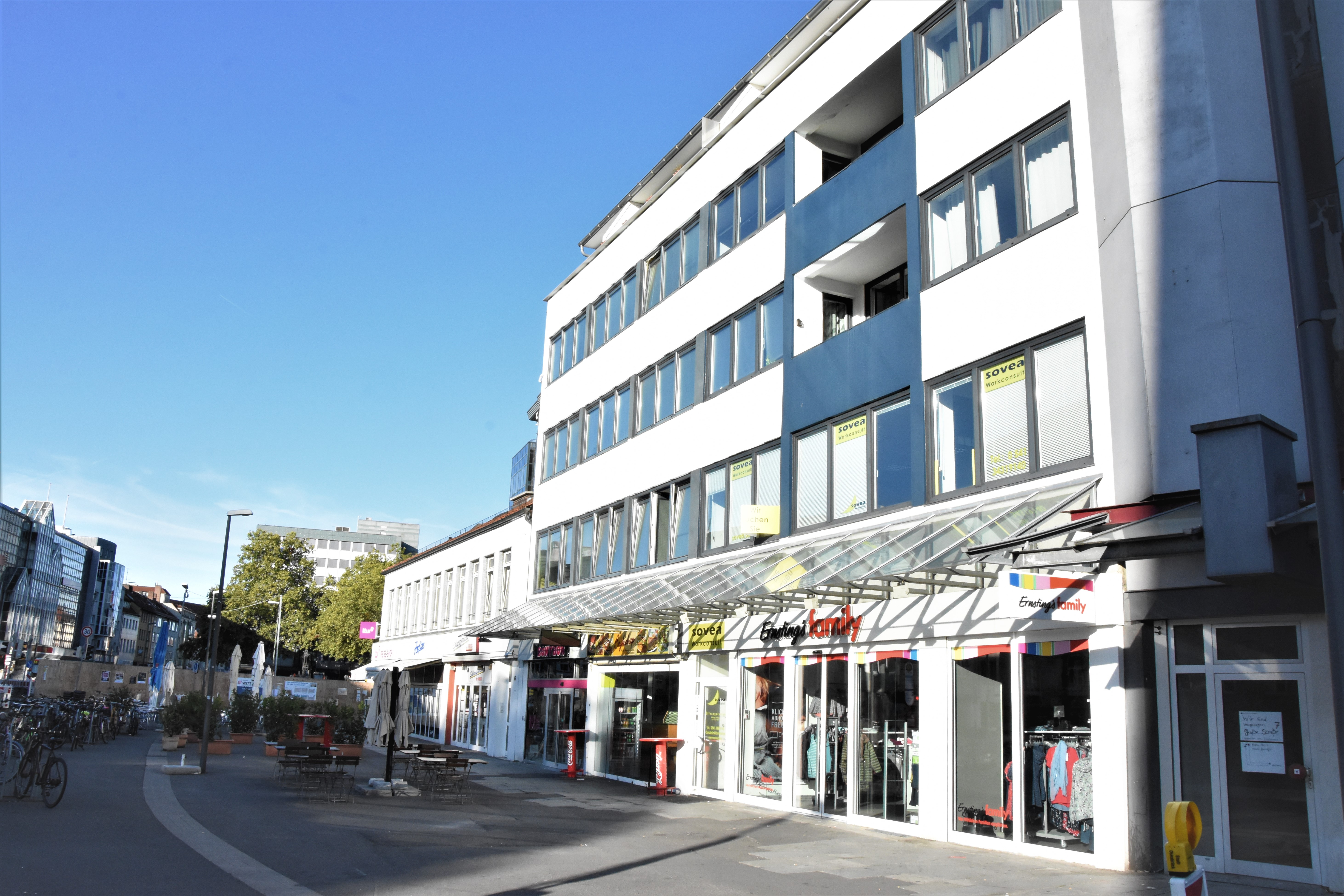
Nachkriegsbau am Neumarkt 4 an Stelle des früheren Wohnhauses Löwensteins

Nach der Machtergreifung durch die Nationalsozialisten 1933 musste Löwenstein den VfL jedoch 1935 wegen seiner jüdischen Religionszugehörigkeit verlassen. Noch im selben Jahr verlor er im Zuge der deutschlandweit durchgeführten Arisierungen seinen gesamten Betrieb ohne nennenswerte Entschädigung. Löwenstein wurde für längere Zeit arbeitslos und konnte sich später nur als Hilfsarbeiter bei verschiedenen Baufirmen etwas Geld für den Lebensunterhalt verdienen. Zudem wurde seine Familie zum Umzug aus der großräumigen Wohnung am Adolf-Hitler-Platz, dem früheren und später wieder so benannten Neumarkt unter der Hausnummer 4, in eine Dachgeschoßwohnung desselben Hauses gezwungen. Nach den Novemberpogromen 1938 wurde Löwenstein am 10. November 1938 erstmals verhaftet. Nachdem er im Keller der Gestapo im Westflügel des Osnabrücker Schlosses verhört und gefoltert worden war, wurde er gemeinsam mit rund 90 anderen jüdischen Osnabrückern in das KZ Buchenwald deportiert.
Da Löwenstein in einer Mischehe mit einer arischen Protestantin verheiratet und zuvor mit dem  Eisernen Kreuz ausgezeichnet worden war, wurde er im KZ „anfangs ein wenig besser als andere behandelt“. So wurde er nach knapp fünf Wochen Haft Mitte Dezember 1938 wieder aus Buchenwald entlassen; seine Mischehe schützte ihn in den Folgejahren zunächst noch vor weiteren Verhaftungen oder Deportationen. Zudem half der VfL-„Vereinsführer“ Hermann Gösmann dem früheren Vereinskameraden, „erhebliche finanzielle Außenstände zurückzubekommen“ – für eine jüdische Familie damals fast überlebensnotwendig.
Gegen Ende des Zweiten Weltkriegs wurde 1944 im Keller der Löwensteins ein Radiogerät gefunden, obwohl dessen Besitz allen Juden im Dritten Reich streng verboten worden war. In der Folge wurde Löwenstein und seine Ehefrau wegen des Verstosses gegen die Verordnung über außerordentliche Rundfunkmaßnahmen und des unterstellten Hörens von Feindsendern gemeinsam mit anderen NS-Gegnern unter menschenunwürdigen Bedingungen im Polizeigefängnis Turnerstraße inhaftiert.
Sohn Max wurde im April 1944 im Polizeigefängnis Münster eingesperrt.
Ende 1944 wurde Löwenstein in das KZ Sachsenhausen deportiert, von dort aus in das KZ Neuengamme verlegt. Als im April 1945 die Alliierten dem Lager immer näher kamen, befahl die SS die Verlegung in das KZ Bergen-Belsen. Bei der zehn Tage andauernden Irrfahrt des für den Transport zusammengestellten Güterzuges, in dem Löwenstein mit bis zu 100 anderen KZ-Häftlingen in einem geschlossenen Viehwaggon ohne Brot oder Wasser zusammengepfercht war, starben zahlreiche Mitgefangene an Entkräftung. Nach ihrer Ankunft in Bremervörde mussten Löwenstein und die anderen KZ-Häftlinge in das KZ-Auffanglager Sandbostel marschieren.
Am 31. März 1945 wurde Löwensteins arische Ehefrau Anni – vier Tage vor dem Einmarsch britischer Truppen in Osnabrück – aus der Haft entlassen. Sohn Max, der zur Arbeit in der paramilitärisch organisierten Bautruppe der Organisation Todt gezwungen worden war, wurde am selben Tag aus dem Zwangsarbeiterlager entlassen.
Als die KZ-Häftlinge in Sandbostel wegen des Anrückens feindlicher Truppen erneut verlegt werden sollten, kam es am späten Abend des 19. April 1945 zu einem Aufstand, der später von Überlebenden auch als „Hungerrevolte“ bezeichnet wurde. Unter den Verzweifelten, die sich der erneuten Deportation widersetzten, war auch Felix Löwenstein. Anfangs konnten nur wenige hundert Mithäftlinge durch die SS und die Wachen zusammengetrieben werden. Doch während des Appells an die noch marschfähigen KZ-Häftlinge kam es nach Zeugenaussagen zu einem Fliegeralarm. In dem entstandenen Chaos stürmten Felix Löwenstein und andere auf der Suche nach Essbarem das an das Auffanglager angrenzende Küchengebäude. Währenddessen ermordeten die SS und die Wachmannschaften hunderte Häftlinge; der Aufstand wurde niedergeschlagen. Wohl zu diesem Zeitpunkt – die genauen Umstände konnten nie geklärt werden, zog sich Löwenstein – wie viele andere Überlebende – eine Verletzung zu, die der einzige Arzt für das gesamte Lager kaum zeitnah behandeln konnte. Am 29. April 1945 erreichten schließlich britische Truppen das Lager Sandbostel, aus dem die meisten Wachleute schon geflüchtet waren. Felix Löwenstein starb am Folgetag an einer Blutvergiftung. Er wurde in einem Massengrab in der Nähe des Lagers beigesetzt.
In der Nachkriegszeit bemühten sich Anni Löwenstein und ihr Sohn Max jahrelang um eine Entschädigung für das erlittene Unrecht. Von Felix Löwenstein war den beiden nur seine Taschenuhr verblieben; sie trug nicht einmal seinen Namen, sondern nur die KZ-Nummer 87067.
Löwensteins Sohn Max schied in den 1950er Jahren durch Selbstmord aus dem Leben.

## Ehrungen und Gedenken

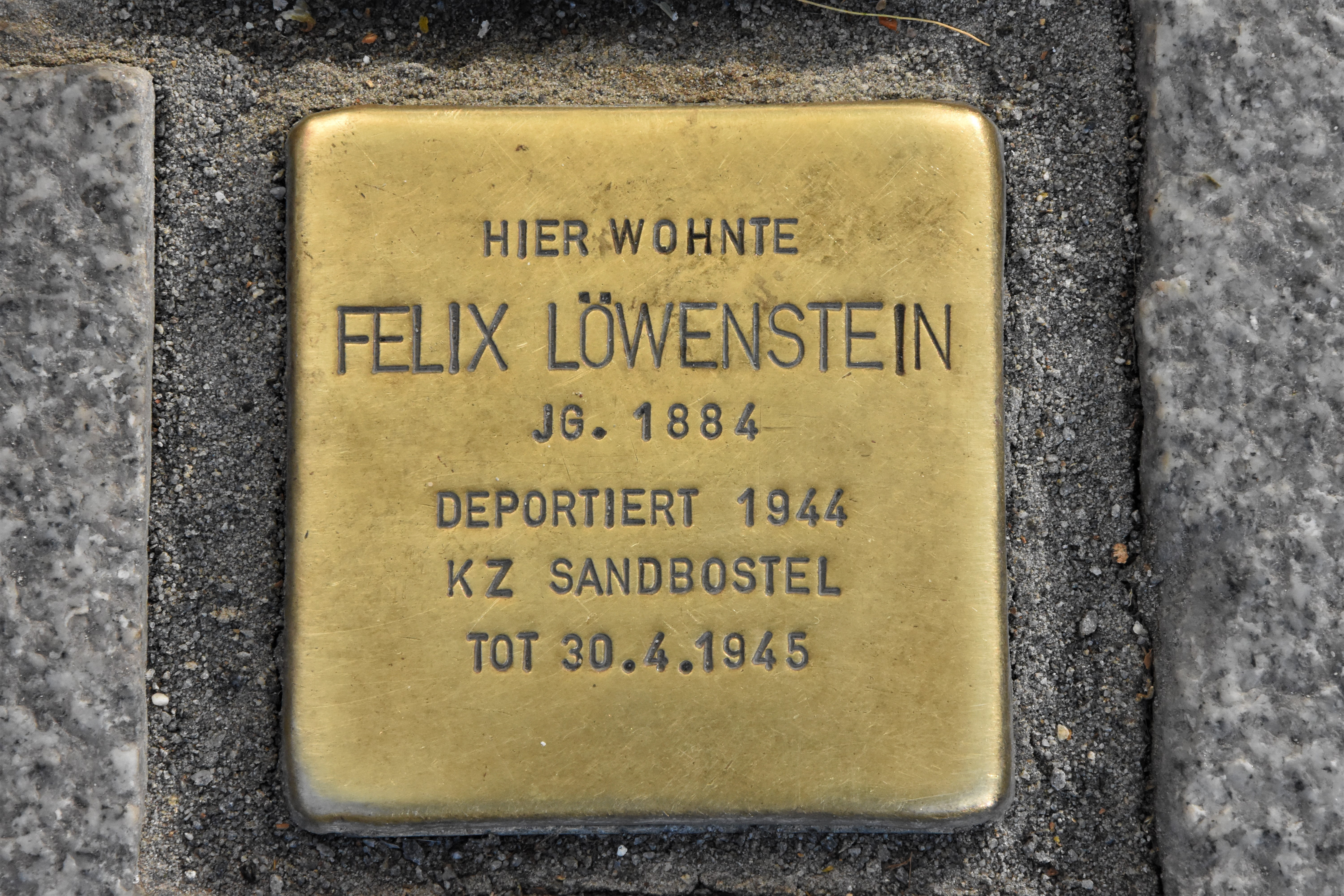
Stolperstein für Felix Löwenstein vor dem Haus Neumarkt 4

- Im Osnabrücker VfL-Museum findet sich eine deutlich hervorgehobene Informationstafel mit der Abbildung der in Familienbesitz verbliebenen Taschenuhr von Felix Löwenstein.[2]
- Vor dem Haus Neumarkt 4 in Osnabrück, dem letzten freiwilligen Wohnort von Felix Löwenstein, erinnert ein Stolperstein an Felix Löwenstein.[2]
- 2019 wurde ein Weg in Osnabrück nach Felix Löwenstein benannt.[1]

## Sonstiges
Am 30. April 2020, dem 75. Todestag von Felix Löwenstein, legte der VfL Osnabrück in Zusammenarbeit mit dem Bündnis „Tradition lebt von Erinnerung“ im Wettbewerb um den  Julius-Hirsch-Preis unter dem Motto „Gegen das Vergessen“ einen Kranz am Felix-Löwenstein-Weg an der Bremer Brücke nieder. Vorgesehen war ursprünglich ein Besuch der KZ-Gedenkstätte Neuengamme, der infolge der COVID-19-Pandemie ausfallen musste. Stattdessen wurde innerhalb einer Gedenkstunde zusätzlich ein Plakat mit Informationen zu Felix Löwensteins Biografie am Fanshop des VfL angebracht. Die beiden Organisationen kündigten weitere Aktionen unter dem Thema „Tradition lebt von Erinnerung“ an, mit denen die „bewusste Auseinandersetzung mit den Verbrechen der Nationalsozialisten und der Rolle des VfL Osnabrück während der NS-Zeit am Beispiel der Biographie Felix Löwensteins“ gefördert werden soll.
Im September 2024 wurde Felix Löwenstein anlässlich seines 140. Geburtstages wieder in den Verein aufgenommen und posthum zum Ehrenmitglied des VfL Osnabrück ernannt.